# گنجشک سواحلی
گنجشک سواحیلی (نام علمی: Passer suahelicus) نام یک گونه از سرده گنجشک‌های راستین است.